# لوریس بونی
لوریس بونی (انگلیسی: Loris Boni؛ زادهٔ ۱۴ ژانویهٔ ۱۹۵۳) بازیکن فوتبال اهل ایتالیا است.
از باشگاه‌هایی که در آن بازی کرده‌است می‌توان به باشگاه فوتبال کرمونزه، باشگاه فوتبال آ.اس. رم، باشگاه فوتبال سمپدوریا، باشگاه فوتبال دلفینو پسکارا، و باشگاه فوتبال نووارا اشاره کرد.
وی همچنین در تیم ملی فوتبال زیر ۲۱ سال ایتالیا بازی کرده‌است.